# Occidryas brucei
Occidryas brucei är en fjärilsart som beskrevs av Edwards 1888. Occidryas brucei ingår i släktet Occidryas och familjen praktfjärilar. Inga underarter finns listade i Catalogue of Life.